# Denzil Holles
Denzil Holles (31 octobre 1599-17 février 1680) est un homme d'État et écrivain anglais, mieux connu comme l'un des cinq membres dont la tentative d'arrestation inconstitutionnelle par le roi Charles Ier à la Chambre des communes d'Angleterre en 1642 déclenche la Première révolution anglaise.

## Jeunesse
Il est le troisième fils de John Holles, 1er comte de Clare (c. 1564-1637), et d'Anne, fille de Sir Thomas Stanhope. Fils préféré de son père et doté de grandes capacités naturelles, Denzil Holles grandit dans des circonstances avantageuses. Destiné à devenir l'un des antagonistes les plus redoutables du gouvernement arbitraire du roi Charles, il a été son ami d'enfance. Le comte de Clare n'est pas un ami de l'administration Stuart, étant particulièrement hostile au duc de Buckingham ; et à l'accession de Charles au trône, les offres de faveur du roi ont été rejetées. En 1624, Holles est élu comme député de Mitchell en Cornouailles, en remplacement de son frère John qui choisit de siéger dans une autre circonscription. En 1628, il est élu député de Dorchester . Il a dès le départ un sens aigu des humiliations subies par la politique étrangère des rois Stuart. Écrivant au comte de Strafford, son beau-frère, le 29 novembre 1629, il condamne sévèrement la conduite par Buckingham de l'expédition à l'île de Ré et il se joint à la demande de destitution de Buckingham en 1628.

## Activité parlementaire
A ces mécontentements s'ajoutent désormais les abus résultant de l'administration arbitraire du roi. Le 2 mars 1629, lorsque John Finch, 1er baron Finch, le Président, refuse de déposer les protestations de Sir John Eliot (en) et s'apprête à ajourner la Chambre sur ordre du roi, Holles et un autre membre, Sir Walter Long (en), le repoussent dans le fauteuil et déclarent "qu'il devrait rester assis jusqu'à ce qu'il leur plaise qu'il se lève". Pendant ce temps, Eliot, sur le refus du Président de lire les protestations, les a lui-même jetés au feu; l'huissier de la verge noire frappe à la porte pour l'admission, et le roi a envoyé la garde. Mais Holles, déclarant qu'il ne pouvait rendre un meilleur service au roi ou à son pays, remet de mémoire les protestations à la Chambre, tous les membres se levant et applaudissant. En conséquence, un mandat d'arrêt est délivré contre lui le lendemain. Pendant ce temps, le roi décide de gouverner sans Parlement pendant onze ans après la dissolution de 1629.
Holles et ses associés sont poursuivis d'abord dans la Chambre étoilée et ensuite à la Cour du banc du Roi. Lorsqu'il fait une demande d'habeas corpus devant ce dernier tribunal, Holles fait valoir que le tribunal n'a pas compétence pour juger des infractions qui auraient été commises au Parlement. Refusant de plaider, il est condamné à une amende de 1000 marks et à une peine de prison à la discrétion du roi. Holles s'engage d'abord à rester pendant quelque temps prisonnier de la Tour de Londres. Cependant, l'emprisonnement "proche" est rapidement changé en un lieu "sûr", le prisonnier étant alors autorisé à prendre l'air et à faire de l'exercice, mais étant obligé de se maintenir à ses frais. Le 29 octobre, Holles, avec Eliot et Benjamin Valentine, est transféré à la prison de Marshalsea. Sa résistance à la tyrannie du roi ne se révèle pas aussi solide que celle de certains de ses camarades d'infortune. Parmi les papiers du secrétaire Sir John Coke (en), il y a une pétition de Holles, rédigée en termes humbles et soumis, pour récupérer la faveur du roi. Ayant donné les garanties exigées de bonne conduite, il est libéré au début de 1630 et, le 30 octobre, est libéré sous caution.

## La dérive vers la guerre civile
Toujours banni de Londres, il se retire à la campagne, payant son amende en 1637 ou 1638. L'amende est remboursée par le Parlement en juillet 1644, et le jugement est révisé sur un bref d'erreur en 1668. En 1638, malgré ses récents déboires, il est l'un des principaux chefs de la résistance de son comté. Après la fin des onze ans de gouvernement personnel du roi, Holles est élu député de Dorchester pour le Court Parlement en avril 1640 et pour le Long Parlement en novembre 1640 . Selon Laid, il est désormais «l'un des plus grands dirigeants de la Chambre des communes» et, de l'avis du comte de Clarendon, il est «un homme aux rôles plus accomplis que n'importe lequel de ses partis» et de la plus haute autorité.
Il n'a cependant pas la confiance du parti républicain. Bien qu'il ait d'abord été désigné comme l'un des responsables de la destitution de Strafford, Holles a peu de part dans ses poursuites car Strafford a été un mari aimant et fidèle de la sœur préférée de Holles, Arabella, et quelles que soient les divergences politiques qui s'étaient produites entre eux, l'ancien lien d'affection familiale est resté. Dans toutes les autres affaires au Parlement, Holles joue un rôle principal. Il est l'un des principaux moteurs de la protestation du 3 mai 1641, qu'il défend devant les lords, les exhortant à lui donner leur approbation. Bien que, selon Clarendon, il ne souhaite pas changer le gouvernement de l'église, il se montre à ce moment-là résolument hostile aux évêques.
Il prend part à la destitution de Laud à la Chambre des pairs, soutient la pétition des Londoniens pour l'abolition de l'épiscopat et le projet de loi sur la racine et la branche, et demande ensuite que les évêques mis en accusation pour leur conduite dans l'affaire des défunts chanoines soient accusés de trahison. Il montre une énergie égale dans les affaires de l'Irlande au début de la rébellion, soutient fermement l'indépendance et la pureté de la magistrature et s'oppose à la tolérance pour les catholiques romains. Le 9 juillet 1641, il s'adresse aux Lords au nom de la reine de Bohême, exprimant une grande loyauté au roi et à la famille royale et insistant sur la nécessité de soutenir partout la religion protestante. Avec John Pym, Holles rédige la Grande Remontrance et prononce un vigoureux discours de soutien le 22 novembre 1641, dans lequel il plaide pour le droit d'une Chambre de faire une déclaration et affirmait: "Si les rois sont induits en erreur par leurs conseillers, nous pouvons, nous devons leur en parler". Le 15 décembre, il était scrutateur du vote en faveur de son impression.
Il soutient le projet de loi sur la milice d'Arthur Haselrig (en) du 7 décembre 1641. Après l'échec de la tentative de la cour de se gagner Holles et d'autres en leur offrant des postes dans l'administration, il est l'un des "cinq membres" destitués par le roi. Holles saisit aussitôt toute la signification de l'action du roi et, après le retour triomphal à la Chambre des cinq députés, le 11 janvier 1642, se jette dans une opposition encore plus prononcée à la politique arbitraire de la couronne. Il exige qu'avant que quoi que ce soit ne soit fait, les députés doivent être dégagés de leur mise en accusation. Il est lui-même leader dans la tentative de destitution du duc de Richmond et le 31 janvier 1642, en défendant le projet de loi sur la milice à la Chambre des Lords, il adopte un ton très menaçant. Le 15 juin 1642, il soutient la mise en accusation de neuf lords partis à York, désertant le Parlement; et il fait partie du Comité de sécurité nommé le 4 juillet 1642.

## Guerre civile
Au début de la guerre civile, Holles, qui est nommé lieutenant de Bristol, est envoyé avec Bedford à l'ouest contre le marquis de Hertford, et prend part au siège infructueux du château de Sherborne. Il est présent à Edgehill, où son régiment de Puritains recruté à Londres est l'un des rares à rester ferme et à sauver la situation du Parlement. Le 13 novembre 1642, ses hommes sont surpris par Brentford pendant son absence et mis en déroute après une forte résistance. En décembre, il est proposé pour le commandement des forces à l'ouest, nomination qu'il semble avoir refusée. Malgré son activité sur le terrain pour la cause du Parlement, l'appel aux armes a été désagréable pour Holles dès le début. Dès septembre, il surprend la Chambre par la réduction marquée de son ancien "esprit violent et fougueux", et son changement d'attitude n'échappe pas aux railleries de ses ennemis, qui l'attribuenté avec mépris à son désastre à Brentford ou à sa nouvelle épouse.
Il prévoit probablement que, quelle que soit le vainqueur, la lutte ne peut se terminer que par la suppression de la constitution et du parti modéré sur lequel reposent tous ses espoirs. Ses sentiments et ses opinions politiques sont également essentiellement aristocratiques et il considère avec horreur le transfert du gouvernement de l'État du roi et des familles dirigeantes aux dirigeants parlementaires. Il préconise alors la paix et un règlement des différends par des concessions des deux côtés; une proposition pleine de danger car impraticable, et donc qui ne peut qu'affaiblir la résistance parlementaire et prolonger la lutte. Il soutient chaleureusement les négociations de paix des 21 novembre 1642 et 22 décembre 1642, et son attitude conduit à une rupture avec Pym et la partie la plus déterminée. En juin 1643, il est accusé de complicité dans le complot d'Edmund Waller, mais jura de son innocence. Son arrestation avec d'autres du parti de la paix est même proposée en août, lorsque Holles demande un laissez-passer pour quitter le pays.
Cependant, les succès du roi mettent un terme à tous les espoirs de paix; et en avril 1644, Holles s'adresse aux citoyens de Londres au Guildhall, les appelant "à se joindre par leurs bourses, leurs personnes et leurs prières pour soutenir l'armée d'Essex". En novembre, Holles et Bulstrode Whitelocke dirigent la commission chargée de traiter avec le roi à Oxford. Il s'efforce de convaincre les royalistes de la nécessité de céder à temps, avant que le «nouveau parti des hommes chauds» ne prenne le dessus. Holles et Whitelocke ont une réunion privée avec le roi à la demande de Charles qui n'est communiquée ni aux autres commissaires ni au Parlement, et bien que leurs motivations soient sans aucun doute parfaitement patriotiques, leur action n'est guère compatible avec leur position de défenseurs de la cause parlementaire. Holles est également nommé commissaire au Traité d'Uxbridge en janvier 1645.
En tant que chef du parti modéré (ou presbytérien), Holles entre alors dans un violent conflit avec Oliver Cromwell et la faction de l'armée. "Ils se détestaient également"; et Holles accuse Cromwell de lâcheté et attribuant ses succès au hasard et à la bonne fortune. Avec le soutien d'Essex et des commissaires écossais, Holles s'efforce en décembre 1644 d'obtenir la destitution de Cromwell et s'oppose "passionnément" à l'ordonnance d'auto-déni. En retour, Holles est accusé d'avoir établi des communications secrètes avec le roi à Oxford et d'avoir correspondu avec George Digby, mais après un long examen par la Chambre, il est déclaré innocent le 19 juillet 1645. Déterminé à éliminer Cromwell, il refuse d'écouter les conseils prudents de Sir Anthony Ashley-Cooper, qui insiste sur le fait que Cromwell est trop fort pour lui résister ou le provoquer. Le 29 mars 1647, il rédige au Parlement une proclamation précipitée déclarant ennemis de l'État les membres du parti de l'armée, et en avril, il défie Henry Ireton en duel.
Le parti de l'armée est maintenant profondément exaspéré contre Holles. "Ils ont été résolus d'une manière ou d'une autre à se débarrasser de lui", explique Clarendon. Le 16 juin 1647, onze députés, dont Holles, sont inculpés par l'armée de diverses infractions contre l'État, suivis le 23 juin de nouvelles demandes de mise en accusation et de suspension, ce qui fut refusé. Le 26, cependant, pour éviter la violence, les onze députés ont demandé l'autorisation de se retirer. Leur réponse aux charges retenues contre eux a été remise à la Chambre le 19 juillet 1647, et le 20, Holles a pris congé de la Chambre dans un "discours grave et savant". Après l'émeute des apprentis du 26, pour laquelle Holles décline toute responsabilité, les onze députés sont à nouveau (30 juillet) rappelés à leurs sièges, et Holles fait partie du comité de sécurité nommé. Cependant, à la suite de la fuite du Président et d'une partie du Parlement vers l'armée et de l'avance de celle-ci à Londres, Holles, dont le parti et la politique étaient désormais entièrement vaincus, quitta l'Angleterre le 22 août pour Sainte-Mère-Église en Normandie.
Le 26 janvier 1648, les onze députés, qui ne sont pas venus lorsqu'ils ont été convoqués pour répondre aux charges retenues contre eux, sont expulsés. Peu de temps après, cependant, le 3 juin, cette procédure est annulée; et Holles, qui est alors revenu et est prisonnier dans la Tour avec le reste des onze députés, est libéré. Il retourne à son siège le 14 août. Holles est l'un des commissaires nommés pour traiter avec le roi à Newport le 18 septembre 1648. Conscient des plans du parti extrême, Holles se jette aux pieds du roi et le supplie de ne pas perdre de temps dans des négociations inutiles, et il est l'un de ceux qui restent derrière les autres pour exhorter Charles à se conformer. Le 1er décembre, il reçoit les remerciements de la Chambre. À l'occasion de Purge de Pride le 6 décembre, Holles s'absente et s'enfuit de nouveau en France.

## La République
Dès sa retraite, il écrit à Charles II en 1651, lui conseillant de se réconcilier avec les Écossais comme seul moyen d'effectuer une restauration; mais après l'alliance, il refuse l'offre de Charles d'être secrétaire d'État. En mars 1654, Cromwell, alarmé par les complots qui se forment contre lui, tentait de se réconcilier avec certains de ses opposants, envoie à Holles un laissez-passer "avec des marques notables de gentillesse et d'estime". Ses mouvements ultérieurs et la date de son retour en Angleterre sont incertains, mais en 1656, le ressentiment de Cromwell est de nouveau excité contre lui, qui le pense l'auteur d'un tract, écrit en fait par Clarendon. Il semble avoir été emprisonné, sa libération ayant été ordonnée par le Conseil le 2 septembre 1659.

## La Restauration
Holles participe à la conférence avec George Monck à Northumberland House, lorsque la Restauration anglaise est directement proposée, et avec les membres isolés reprend son siège au Parlement le 21 février 1660. Le 23 février, il est choisi comme membre du conseil pour diriger le gouvernement pendant l'interrègne; le 2 mars, les votes prononcés contre lui et la mise sous séquestre de ses biens sont abrogés et, le 7 mars, il est nommé Custos Rotulorum (gardien des rôles) pour le Dorsetshire. Il joue un rôle de premier plan dans la réalisation de la restauration, est président du comité des sept nommé pour préparer une réponse à la lettre du roi, et en tant que l'un des députés des lords et des communes, il remet à La Haye l'invitation à Charles de revenir. Il précède Charles en Angleterre pour préparer sa réception et prête serment au Conseil privé le 5 juin. Il est l'un des trente-quatre commissaires nommés pour juger les régicides en septembre et octobre.

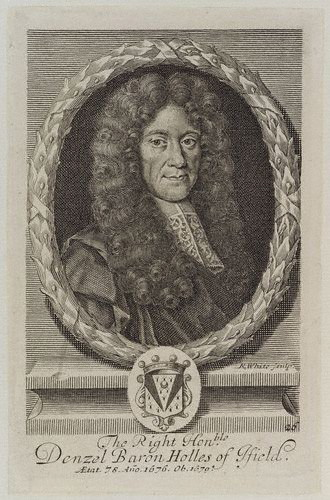
Lord Holles, âgé.

Le 20 avril 1661, il est créé baron Holles d'Ifield dans le Sussex et devient désormais l'un des principaux membres de la chambre haute. Holles, qui parle français, est envoyé comme ambassadeur en France le 7 juillet 1663. Il défend ostensiblement les intérêts anglais, mais sa position est rendue difficile par l'absence de soutien politique. Le 27 janvier 1666, la guerre est déclarée, mais Holles n'est rappelé qu'en mai. Samuel Pepys remarque le 14 novembre: "Sir G. Cartaret me dit que tout à l'heure que Lord Holles était avec lui et pleurait de penser dans quel état nous sommes tombés." Peu de temps après, il fut engagé dans une autre mission désagréable où l'honneur national était à nouveau en jeu, en étant envoyé à Bréda pour faire la paix avec la Hollande en mai 1667. Il accomplit sa tâche avec succès, le traité étant signé le 21 juin. Le 12 décembre, il proteste contre le bannissement de lord Clarendon et est presque renvoyé du conseil en conséquence.
En 1668, il est directeur des Lords dans la célèbre affaire Skinner, dans laquelle sa connaissance des précédents était très utile, et à cette occasion, il publie le pamphlet La Grande Question concernant la magistrature de la Chambre des Pairs (1669). Holles, qui est reconnu par Charles comme un "homme raide et renfrogné" et comme quelqu'un qui ne céderait pas à la sollicitation; devient avec les comtes de Halifax et Shaftesbury un chef de file de la résistance à la politique intérieure et étrangère de la cour. Avec Halifax, il s'oppose à la fois au Conventicles Act arbitraire de 1670 et au test du serment de 1675, son objection à ce dernier étant principalement fondée sur l'atteinte aux privilèges des pairs qu'il implique et il défend avec vigueur le droit des pairs d'enregistrer leurs protestations. Le 7 janvier 1676, Holles et Halifax sont sommairement destitués du conseil.
À l'occasion d'une pétition des Communes au roi en faveur d'une alliance avec les Hollandais, Holles adresse une lettre à Coenraad van Beuningen à Amsterdam sur "L'amour pour notre pays et la haine d'un ennemi commun", étendant la nécessité de s'unir dans un défense commune contre l'agression française et en faveur de la religion protestante. "Le peuple est fort mais le gouvernement est faible", déclare-t-il; et il attribue la cause de la faiblesse au transfert du pouvoir de la noblesse au peuple, et à une succession de trois princes faibles. "Sauf ce que (le Parlement) a fait, nous n'avons pas fait un vrai pas ni frappé un vrai coup depuis la reine Élisabeth." Il s'est efforcé d'embarrasser le gouvernement cette année dans son écrit sur Quelques considérations sur la question de savoir si le parlement est dissous par sa prorogation pour 15 mois. Il a été jugé séditieux et scandaleux par les Lords. Lors de la publication d'une autre brochure écrite par Holles intitulée La Grande Question concernant la prorogation de ce Parlement (sinon le Long Parlement dissous), le correcteur des épreuves a été emprisonné à la Tour et condamné à une amende de 1000 £.
Pour provoquer la chute de Thomas Osborne (1er duc de Leeds) et le démantèlement de l'armée, qui, selon lui, est destinée à la suppression des libertés nationales, Holles à cette époque (1677-1679) s'est engagé, comme l'ont fait beaucoup d'autres, dans une intrigue dangereuse avec Honoré Courtin et Jean-Paul de Barillon, les envoyés français, et Louis XIV. Il refusa cependant les cadeaux de ce dernier au motif qu'il était membre du conseil, après avoir été nommé au nouveau cabinet formé par Sir William Temple en 1679. Barillon le décrit à cette époque de sa vieillesse comme «l'homme de toute l'Angleterre pour qui les différentes cabales ont le plus de considération» et comme fermement opposé aux desseins arbitraires de la cour. Il fait preuve de modération dans le Complot papiste et, sur la question de l'exclusion, suit Halifax plutôt que Shaftesbury.
Sa longue carrière se termine par sa mort le 17 février 1680. Il est enterré à l'Abbaye de Westminster le 21 février 1680 .

## Écrits
Holles est une autorité en matière d'histoire et de pratique du Parlement et de la constitution et, outre les brochures déjà mentionnées ci-dessus, était l'auteur de The Case Stated concernant la magistrature de la Chambre des pairs dans le Point of Appeals (1675); L'affaire de la compétence de la Chambre des lords en matière d'impositions (1676); Lettre d'un gentilhomme à son ami montrant que les évêques ne doivent pas être juges au Parlement dans l'affaire Capital (1679); Lord Holles his Remains, étant une 2e lettre à un ami concernant la magistrature des évêques au Parlement. . .
Il publie également une véritable relation de l'accusation injuste de certains messieurs français (1671), un compte de l'intercession de Holles en leur nom et de son différend avec le lord juge en chef Keeling ; et il laisse des Mémoires, écrites en exil en 1649, et consacrées "au couple sans précédent, M. Oliver St John ... et M. Oliver Cromwell ..." publiés en 1699 et réimprimés dans Select Tracts de Francis Maseres relatifs à la Guerres, I. 189. Plusieurs discours de Holles ont été imprimés et existent encore, et sa lettre à Van Beuninghen a déjà été citée.

## Mariages et descendance
- (1), en 1628, Dorothy, fille et héritière de Sir Francis Ashley et a Francis Holles, qui lui succède
- (2) en 1642 Jane, fille et cohéritière de Sir John Shirley d'Ifield à Sussex et veuve de Sir Walter Covert de Slougham, Sussex, sans descendance
- (3) en 1666 Esther, fille et cohéritière de Gideon Le Lou de Columbiers en Normandie, veuve de James Richer, sans descendance.

La pairie s'éteint en la personne de son petit-fils Denzil Holles, 3e baron Holles, en 1692, les domaines sont dévolus à John Holles, 1er duc de Newcastle (1662-1711).